# Serpents of the Light
Serpents of the Light — (рус. Змей Света) — четвёртый студийный альбом американской группы Deicide, вышедший в 1997 году на лейбле Roadrunner Records. Альбом посвящён памяти друга Глена Бентона Vincent Civitano (Vinny Daze).

## Список композиций
Лирика альбома полностью написана Гленом Бентоном.
1. Serpents of the Light — 03:03
2. Bastard of Christ — 02:49
3. Blame It on God — 02:45
4. This Is Hell We’re In — 02:51
5. I Am No One — 03:38
6. Slave to the Cross — 03:16
7. Creatures of Habit — 03:07
8. Believe the Lie — 02:51
9. The Truth Above — 02:46
10. Father Baker’s — 03:36

## Участники записи
- Глен Бентон — бас и вокал
- Эрик Хоффман — гитара
- Брайан Хоффман — гитара
- Стив Эшейм — ударные